# 梦之勇士
《睡衣英雄》，是卡普空於1990年发行的FC游戏机平台游戏。游戏改编自日本TMS Entertainment的动画电影《尼莫》，而这部电影本身又改编自Winsor McCay的连环画《小尼莫》。游戏音乐由“民谷淳子”谱曲。
游戏围绕着一个小男孩在他自己超现实主义梦乡展开的旅途。尼莫可以通过喂糖果来骑在青蛙、大猩猩或鼹鼠等一些动物的身上。每个动物都有自己的技能，玩家需要这些技能完成每个关卡。游戏的目的是前往噩梦大陆，从邪恶的噩梦国王手中援救梦乡国王墨菲斯。

## 游戏玩法
在《梦之勇士》中，玩家操作尼莫通过2D横向卷轴关卡。在每关中尼莫都要收集数把分散在关卡各处的钥匙。过关所需的钥匙的数量不会预先告知，而当玩家到达关卡出口处看到数把锁后才会得知。玩家必需走遍关卡每处搜集钥匙，其中一般方向是从左到右，但也有从上到下的。
通过每关时玩家会遇到数个动物（不一定相同），在喂糖果后尼莫就可以使用它们的力量。一些动物的力量是必须使用的，而另一些则只是使事情变得更容易一些。动物的生命栏一般不和尼莫共用，还有一些动物使用附加生命栏。这种能力是至关重要的的，游戏中遍布有挑战性的障碍，而且敌人几乎是无限的。《睡衣英雄》同样通常被认为是高难度的游戏。
游戏有8关。（或者10关，如果把噩梦大陆的三部分分开计算。）

## 關卡
- DREAM 1－蘑菇森林（MUSHROOM FOREST）
- DREAM 2－花園（FLOWER GARDEN）
- DREAM 3－玩具屋（HOUSE OF TOYS）
- DREAM 4－夜海（NIGHT SEA）
- DREAM 5－尼莫的房子（NEMO'S HOUSE）
- DREAM 6－雲上廢墟（CLOUD RUINS）
- DREAM 7－顛倒（TOPSY-TURVY）
- DREAM 8－惡夢樂園（NIGHTMARE LAND）